# Gare de Palenque (Mexique)
La Gare de Palenque  (espagnol : Estación de Palenque) est une gare ferroviaire mexicaine à Palenque, au Chiapas.

## Situation ferroviaire
La gare se trouve sur la ligne ferroviaire de la rive est de la rivière	Coatzacoalcos qui commence dans la ville d’Allende. Cette ligne rejoint les villes principales de la région, incluant Palenque. La ligne rejoint le réseau ferroviaire national à Campeche.